# ایگو سیاره زنده
ایگو سیاره زنده (به انگلیسی: Ego the Living Planet) یک شخصیت خیالی شرور بزرگ در کتاب‌های کامیک منتشر شده توسط مارول کامیکس است. این کاراکتر به وسیلهٔ استن لی و جک کربی خلق شده و در ثور شماره ۱۳۲ام (سپتامبر ۱۹۶۶) برای اولین بار معرفی شد. کرت راسل در فیلم نگهبانان کهکشان بخش ۲ (۲۰۱۷) به ایفای نقش شخصیت ایگو پرداخته است.